# Bangkok Airways

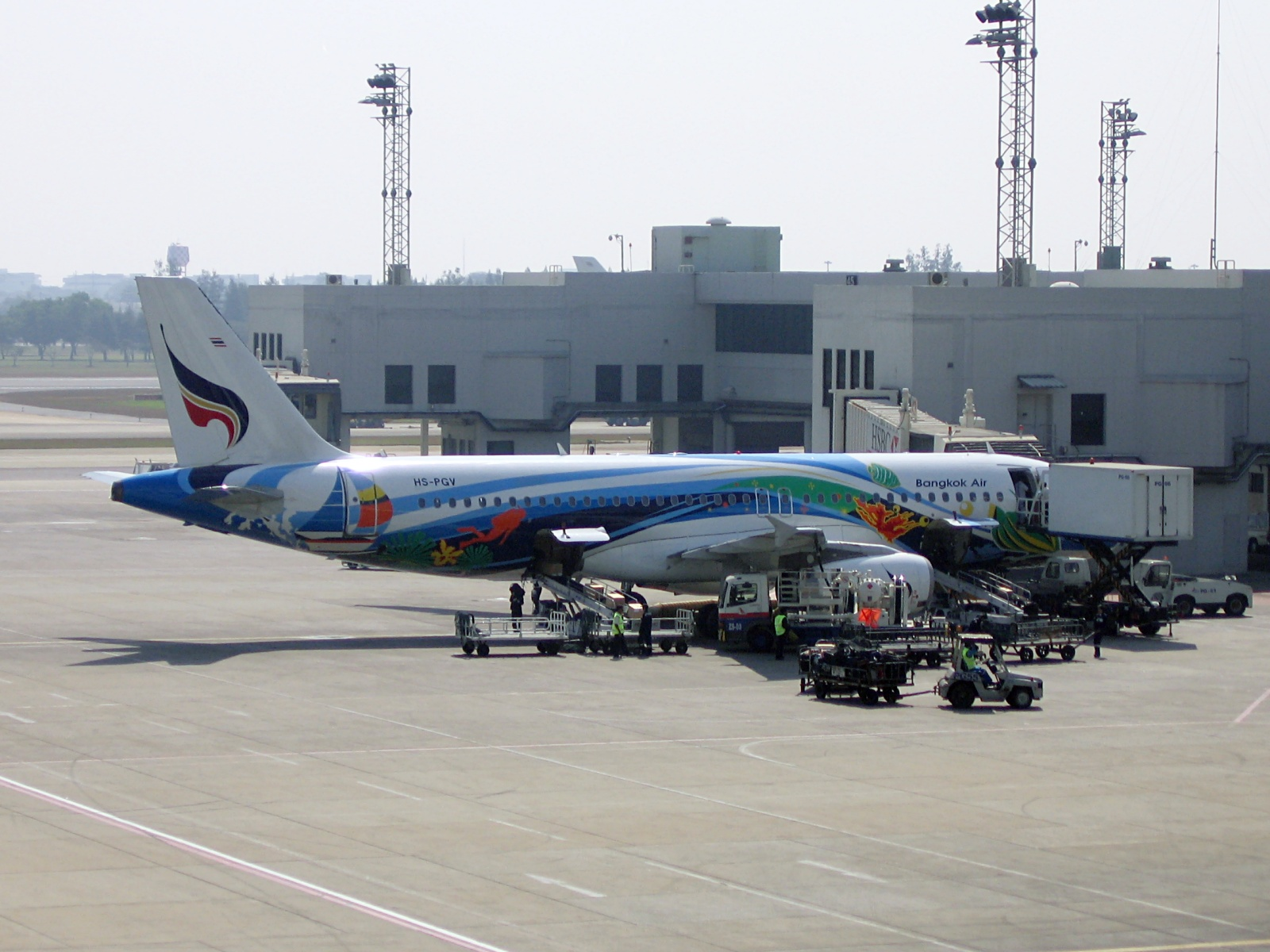
Máy bay Airbus A320 của Bangkok Airways

Bangkok Airways là một hãng hàng không khu vực đóng tại Bangkok, Thái Lan. Hãng này có hoạt động trên các tuyến bay đến 20 điểm đến ở Thái Lan, Campuchia, Trung Quốc, Nhật Bản, Lào, Maldives, Myanma, Singapore và Việt Nam. Căn cứ chính tại Sân bay quốc tế Suvarnabhumi, Bangkok.

## Đội tàu bay

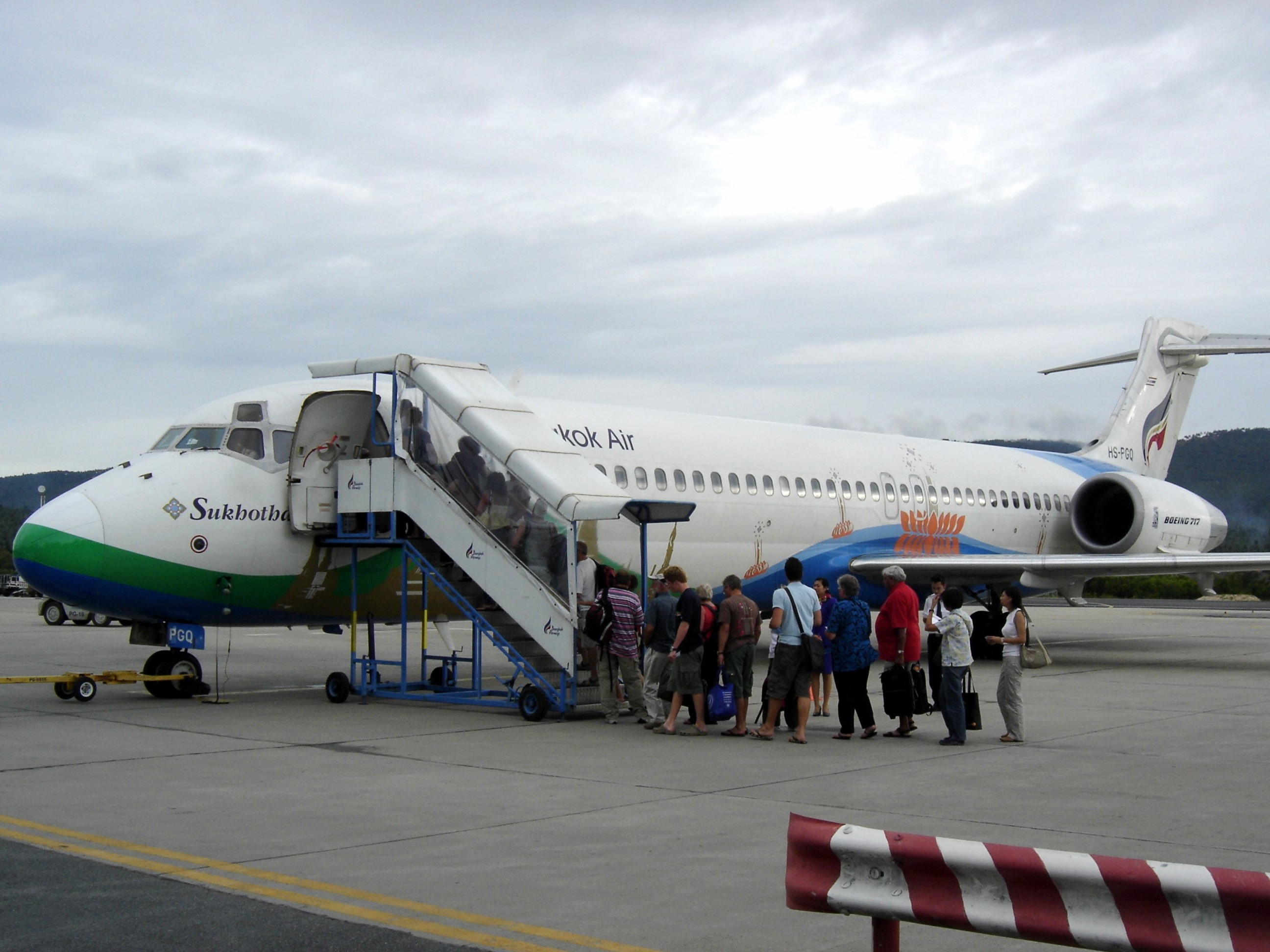
Máy bay Boeing 717 của Bangkok Airways tại Sân bay Koh Samui

Đội bay của hãng Bangkok Airways bao gồm các máy bay sau đây (tháng 4 năm 2021) :
Máy bay của Bangkok Airways tính đến T4.2021:

## Các điểm đến

### Đông Á
- Trung Quốc
  - Quế Lâm (Sân bay quốc tế Lưỡng Giang Quế Lâm)
  - Hàng Châu (Sân bay quốc tế Tiêu Sơn Hàng Châu) - Kế hoạch
  - Hồng Kông (Sân bay quốc tế Hồng Kông)
  - Cảnh Hồng (Sân bay Gasa Tây Song Bản Nạp)
  - Thâm Quyến (Sân bay quốc tế Bảo An Thâm Quyến)
  - Tây An (Sân bay quốc tế Hàm Dương Tây An)
  - Trịnh Châu - Kế hoạch
- Nhật Bản (đã dừng)
  - Fukuoka (Sân bay Fukuoka)
  - Hiroshima (Sân bay Hiroshima )
  - Nam Á

- Maldives
  - Malé (Sân bay quốc tế Malé)

## Đông Nam Á
- Campuchia
  - Phnom Penh (Sân bay quốc tế Phnom Penh)
  - Siem Reap (Sân bay quốc tế Angkor)
- Lào
  - Luang Prabang (Sân bay quốc tế Luang Prabang)
  - Pakxe (Sân bay Pakse)
- Malaysia
  - Kuala Lumpur (Sân bay quốc tế Kuala Lumpur) - Kế hoạch
- Myanma
  - Yangon (Sân bay quốc tế Yangon)
- Singapore
  - Singapore (Sân bay quốc tế Changi Singapore)
- Thái Lan
  - Bangkok (Sân bay quốc tế Suvarnabhumi) - Trụ sở chính
  - Chiang Mai (Sân bay quốc tế Chiang Mai)
  - Ko Samui (Sân bay Samui) - Điểm đến quan trọng
  - Krabi (Sân bay Krabi)
  - Pattaya (Sân bay quốc tế U-Tapao)
  - Phuket (Sân bay quốc tế Phuket)
  - Sukhothai (Sân bay Sukhothai)
  - Trat (Sân bay Trat)
- Việt Nam
  - Đà Nẵng (Sân bay quốc tế Đà Nẵng)
  - Phú Quốc (Sân bay quốc tế Phú Quốc)
  - Hà Nội (Sân bay quốc tế Nội Bài)
  - Nha Trang (Sân bay quốc tế Cam Ranh)